# Galactia glabella
Galactia glabella är en ärtväxtart som beskrevs av André Michaux. Galactia glabella ingår i släktet Galactia och familjen ärtväxter. Inga underarter finns listade i Catalogue of Life.